# Clara Usón
Clara Usón Vegas (ur. 1961 w Barcelonie) – hiszpańska pisarka.
Porzuciła karierę prawniczą, by skupić się na pisaniu. Jej twórczość została wyróżniona szeregiem nagród, w tym Premio Feminino Lumen za powieść Noches de San Juan (1998), Premio Biblioteca Breve za Corazón de napalm (2009), czy Premio Sor Juana Inés de la Cruz za książkę Nieśmiały zabójca (2018).

## Twórczość
- Noches de San Juan, 1998
- Primer vuelo, 2001
- El viaje de las palabras, 2005
- Perseguidoras, 2007
- Corazón de napalm, 2009
- La hija del Este, 2013
- Valor, 2015[5]
- El asesino tímido, 2018, wyd. pol.: Nieśmiały zabójca. Wojciech Charchalis (tłum.). Dom Wydawniczy Rebis, 2020. Brak numerów stron w książce